# Marie Provazníková
Marie Provazníková, rozená Kaloušová (24. října 1890 Karlín – 11. ledna 1991 Schenectady, New York, USA), byla v letech 1931-1939 a 1945-1948 náčelnicí Československé obce sokolské (ČOS). Získala mnohá prvenství: první vdaná žena a matka u maturity a v univerzitní posluchárně, první středoškolská profesorka tělocviku, první učitelka tělesné výchovy na Univerzitě Karlově, první, kdo přivedl československé sportovní gymnastky na olympijské hry (1936) a první, kdo se zasloužil o jejich zlato (1948). Jedna z mála Češek, které obdržely francouzský Řád čestné legie (1938). . 

## Životopis

###### Studium a rodina
Dívčí gymnázium Minerva absolvovala nadvakrát. V letech 1902-1908 jako denní studentka, v letech 1913-1914 externě. V mezidobí se vdala za kovorytce Františka Provazníka a v lednu 1911 se jí narodila jediná dcera Alena.Na Karlo-Ferdinandově univerzitě v  roce roku 1915 složila státní zkoušku z tělocviku a do roku 1918 pokračovala studiem pedagogiky a francouzštiny. Krátce učila na Minervě, celoživotně pak na Drtinově dívčím gymnáziu v Praze na Smíchově. V roce 1948 emigrovala přes Londýn do USA. Ačkoliv doufala, že se brzy vrátí, nepodařilo se jí to, neboť režim se nezměnil. V listopadu 1989 jí bylo už téměř 100 let. V emigraci od roku 1952 žila i se  svou dcerou a její rodinou se třemi dětmi.

### Sokol
Od svých dětských let byla aktivní cvičenkou a později i cvičitelkou v Sokole. Již v roce 1916 se stala náčelnicí Sokola Karlín, po vzniku republiky postupovala v různých funkcích stále výš, až byla v roce 1931 zvolena náčelnicí Československé obce sokolské, jíž zůstala až do roku 1948, kromě let nacistické okupace. 
Na její popud byla v roce 1935 ustavena ženská technická komise při Mezinárodní gymnastické federaci (Federation Internationale de Gymnastique) - FIG -  v níž se stala jednatelkou.  Už předtím v rámci této organizace připravila sokolky na mezinárodní tělocvičné závody v Budapešti (1934) a přivedla je k vítězství. Sama pak  připravila gymnastické závody žen pro letní olympiádu v Berlíně (1936), neboť předsedkyně ženské technické komise FIG onemocněla. Totéž se opakovalo při mezinárodních tělocvičných závodech v Praze během X. všesokolského sletu (1938). Nakonec, od roku 1946 už jako předsedkyně (náčelnice) ženské technické komise FIG, opět připravila pravidla pro povinné a volné sestavy žen ve sportovních gymnastice pro OH v Londýně 1948. Tyto závody na místě také řídila, zatímco vedoucí čs. ženského družstva byla Vlasta Děkanová. Československé gymnastky přivezly poprvé domů zlaté olympijské medaile. 
Za šíření sokolských myšlenek a inspiraci při zavádění nových prvků do francouzské ženské sportovní gymnastiky obdržela v roce 1938 francouzský Řád čestné legie.   
V březnu 1948 byla zvolena znovu náčelnicí ČOS a připravovala XI. všesokolský slet 1948. Byla rozhodnou odpůrkyní událostí po únoru 1948 a předvídala konec Sokola.
Po OH v Londýně místo návratu zvolila exil a stala se tak prvním politickým uprchlíkem olympijských her. Našla útočiště u novináře Rostena v Londýně, krátce se zapojila do cvičení v Sokolu Londýn a v prosinci 1948 emigrovala do USA. Zde pracovala jako učitelka tělesné výchovy. V roce 1950 se stala náčelnicí Ústředí čs. Sokolstva v zahraničí.
Nadšeně uvítala listopad 1989 a znovuobnovení Sokola v Československu vlastnoručně psaným pozdravem, který byl zveřejněn v novém vydání Tyršova ideového programu Náš úkol, směr a cíl, který byl hrazen z peněz darovaných Marií Provazníkovou:
„Nazdar Sokolu, Tyršovu a Masarykovu“, Vaše Marie Provazníková.

## Publikační činnost
- Dvanáct cvičebních hodin v tělocvičně, vydáno 1931
- Prostná v příkladech, vydáno 1933
- Branná výchova sokolských žen, vydáno 1937
- Táboření sokolských dorostenek a žen, vydáno 1939
- Studentka Věra, dívčí román, vydáno 1947
- To byl Sokol (autobiografie), vydáno 1988

## Uctění památky
Zemřela v USA ve věku 100 let. V roce 1992 jí bylo v Praze uděleno vyznamenání in memoriam Řád Tomáše Garrigua Masaryka III. třídy.